# Siobhan Murphy

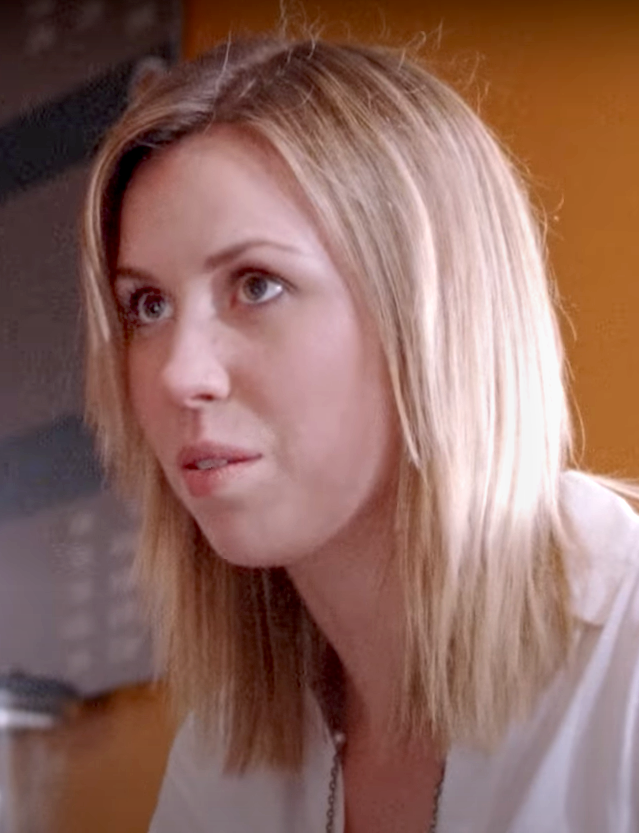
Siobhan Murphy im Jahr 2009

Siobhan Murphy (* 1984 in Toronto) ist eine kanadische Filmschauspielerin.

## Leben
Siobhan Murphy wurde bis 2005 an der York University in Toronto zur Schauspielerin ausgebildet. Mit der Sitcom The Smart Woman Survival Guide gab sie 2006 ihr TV-Debüt. Ab 2014 spielte sie als „Diane Ackerman“ in Max & Shred mit. Ab 2016 war sie als „Ruth Newsome“ in Murdoch Mysteries – Auf den Spuren mysteriöser Mordfälle zu sehen.

## Filmografie (Auswahl)
- 2006–2007: The Smart Woman Survival Guide (Fernsehserie, 39 Folgen)
- 2009: Patient (Kurzfilm)
- 2010: Men with Brooms (Fernsehserie, 12 Folgen)
- 2012: Rookie Blue (Fernsehserie, 4 Folgen)
- 2014–2016: Max & Shred (Fernsehserie, 35 Folgen)
- 2015: Die perfekte Weihnachtshochzeit (Merry Matrimony)
- 2016: Weihnachten auf der Bühne (A Nutckacker Christmas)
- 2016–2019, 2024: Murdoch Mysteries – Auf den Spuren mysteriöser Mordfälle (Murdoch Mysteries, Fernsehserie, 21 Folgen)
- 2017: Filth City
- 2017–2018: Upstairs Amy (Fernsehserie, 15 Folgen)
- 2018: The Bold Type – Der Weg nach oben (The Bold Type, Fernsehserie, 4 Folgen)
- 2019: Merry Happy Whatever (Fernsehserie, 8 Folgen)
- 2021–2023: Danger Force (Fernsehserie, 9 Folgen)
- 2023: Pretty Freekin Scary (Fernsehserie, 20 Folgen)
- 2024: Reunion
- 2024: Alex Cross (Cross, 4 Folgen)